# 何靖
何靖（1964年6月—），男，汉族，广东湛江人，曾任香港中聯辦副主任。

## 生平

### 年表
- 1981年－1985年：中山大学历史系中国近现代史专业学习
- 1985年－1988年：中山大学历史系中国近现代史专业硕士研究生
- 1988年－1992年：广东省委八办秘书、副科级秘书
- 1992年－1993年：广东省委八办组织处、培训处副科级干部
- 1993年－1996年：广东省委八办培训处培训科科长
- 1996年－1999年：广东省委八办培训处副处长
- 1999年－1999年：中央政府驻港联络办人事部培训处副处长
- 1999年－2006年：中央政府驻港联络办人事部组织处副处长、调研员、处长
- 2006年－2006年：中央政府驻港联络办人事部培训处处长
- 2006年－2009年：中央政府驻港联络办人事部助理巡视员、副巡视员兼培训处处长
- 2009年－2013年：中央政府驻港联络办九龙区工作部副部长
- 2013年－2017年：中央政府驻港联络办九龙区工作部部长

### 現狀
- 2017年8月2日－2024年12月19日：中央政府驻港联络办副主任[3][4]

- 2021年7月17日，美国就中国推动《香港国安法》“损害香港自治”一事再制裁7名中联办副主任，何靖名列其中。[5]